# Mark Inglis
Mark Joseph Inglis (ur. 27 września 1959 w Geraldine) – nowozelandzki alpinista i paraolimpijczyk.
W roku 1982 podczas wspinaczki na Górę Cooka, krótko przed dotarciem na szczyt miał wypadek w grocie lodowej, z której został wyratowany dopiero po 14 dniach. W wyniku tego wypadku obydwie nogi były odmrożone i później amputowane poniżej kolan.
Mark Inglis postanowił dalej uprawiać wspinaczkę i 15 maja 2006 spełnił marzenie swojego życia stając na szczycie Mount Everest jako pierwszy na świecie człowiek z amputowanymi stopami. 
Poprzez tę wspinaczkę Inglis zebrał ok. 80 tys. dolarów na cele charytatywne dla Cambodia Trust, którego jest patronem. W roku 2003 i 2007 odwiedził Kambodżę, gdzie współpracował z tą organizacją, która pomaga ofiarom min ziemnych w tym kraju.
W roku 2000 brał udział w igrzyskach paraolimpijskich w Sydney (Australia), gdzie zdobył srebrny medal w wyścigu na 1 km. W styczniu 2002 zdobył Górę Cooka/Aoraki, a 27 września 2004, w 45. urodziny stanął na szczycie Czo Oju (8201 m wysokości). Inglis jest również autorem książek „Legs on Everest” („Nogi na Everescie”), „To the Max” („Do maximum”), „Off the front foot” („Na przednią nogę”), i „No mean feat” („Niezłe dokonanie”). Poza tym prowadzi wykłady motywujące na całym świecie, pomagając słuchaczom osiągnąć maksymalny sukces w życiu.
Prowadzi także winiarnię.